# Rheinwesterwälder Vulkanrücken
Der Rheinwesterwälder Vulkanrücken ist ein etwa 13 km langer und 3 bis 4 km breiter Höhenzug und Naturraum im rechtsrheinischen Norden von Rheinland-Pfalz und Süden von Nordrhein-Westfalen, der sich südlich an das Siebengebirge anschließt. Der Begriff „Rheinwesterwälder Vulkanrücken“ wurde Ende der 1950er-Jahre gemeinsam mit der naturräumlichen Haupteinheit Niederwesterwald eingeführt, zu dessen Westrand er gehört.
Der Höhenzug bzw. die auf ihm gelegene Hochfläche tragen südlich des Asbergs auch die landschaftliche Bezeichnung Linzer Höhe. Mit diesem Namen wurden spätestens ab dem 17. Jahrhundert die außerhalb der Stadtmauern gelegenen, bergseitigen Ortschaften des Kirchspiels Linz bezeichnet. Sie gehörten als „auswendiger“ Teil zur Stadt Linz am Rhein, die Bürger waren „auswendige Bürger“ der Stadt. Dazu zählten die Ortschaften (von Nord nach Süd) Notscheid, Hilkerscheid, Noll, Hargarten und Ginsterhahn, der Hof Grendel sowie später auch der rund um das Kloster St. Katharinen entstandene Ort. 1670 umfasste die Linzer Höhe 30 Häuser. Sie wurde Anfang des 19. Jahrhunderts auf die neugebildeten Gemeinden Notscheid und Hargarten aufgeteilt.

## Abgrenzung
Anders als das im Ganzen kuppige, der naturräumlichen Großregion Mittelrheingebiet zugerechnete Siebengebirge stellt der Vulkanrücken eine Hochfläche mit aufgesetzten, kleineren Kuppen dar, die der Großregion Westerwald zugerechnet wird. Die Absoluthöhen der Kuppen sind mit im Durchschnitt 350 m ü. NHN denen des Siebengebirges vergleichbar. Geologisch wird der Vulkanrücken wie das Siebengebirge zum „Mittelrheinischen Vulkangebiet“ gezählt, unterscheidet sich aber von diesem durch eine geringere Anzahl vulkanischer Gesteinsarten (vorwiegend Alkalibasalt). Die Grenze zwischen beiden Naturräumen verläuft am Nordrand des Schmelztals; die Scharte zwischen beiden Gebirgszügen entspricht der Wasserscheide von Logebach (Sieg) und Ohbach (Rhein), wobei die Passhöhe gut 240 m ü. NHN beträgt.
Im Osten geht der Naturraum in die niedriger gelegene Asbacher Hochfläche, im Südosten in den gleich hoch ansetzenden Rhein-Wied-Rücken und im Westen in die Linzer Terrasse der Mittelrheinischen Bucht über. Mit der vom Geographen Heinrich Müller-Miny als Honnefer Terrassenhügel bezeichneten, von der Entstehung her nördlichen Fortsetzung der Linzer Terrasse grenzt der Rheinwesterwälder Vulkanrücken bei Bad Honnef direkt an das Rheintal (Honnefer Talweitung) an. Dort gilt die Grenzziehung zwischen den Naturräumen Siebengebirge, Honnefer Talweitung und Rheinwesterwälder Vulkanrücken als nicht linienhaft festlegbar.

## Landschaftscharakteristik
Der Rheinwesterwälder Vulkanrücken befindet sich auf einem devonischen Faltensockel und bildet die Wasserscheide zwischen Rhein und Wied, nördlich des Asbergs zwischen Rhein und Sieg. Die vulkanischen Kuppen wurden im 19. und 20. Jahrhundert schrittweise in zahlreichen Basalt-, am nördlichen Rand des Höhenzugs auch Latitsteinbrüchen abgebaut, sodass seine beiden höchsten Erhebungen noch rund 430 statt zuvor bis zu 448 m ü. N(H)N erreichen. Als Folge wird die Landschaft durch neu entstandene Abgrabungsgewässer (Tagebaurestseen) geprägt. Der Rheinwesterwälder Vulkanrücken ist zu etwa gleichen Teilen von Nadelholz- und Laubholzgewächsen bewaldet, insgesamt beträgt der Waldanteil drei Viertel. Ein Großteil von ihm entfällt auf den Erpeler Kirchspielwald, den Dattenberger Wald, den Leubsdorfer Wald und den Honnefer Stadtwald. Einige naturnahe Fließgewässer säumen in den Randbereichen des Naturraums die zum Teil steilen Täler. Der auf dem Stadtgebiet von Bad Honnef (Nordrhein-Westfalen) gelegene Teil des Naturraums ist bereits seit 1922 Bestandteil des Naturschutzgebiets Siebengebirge.

## Berge

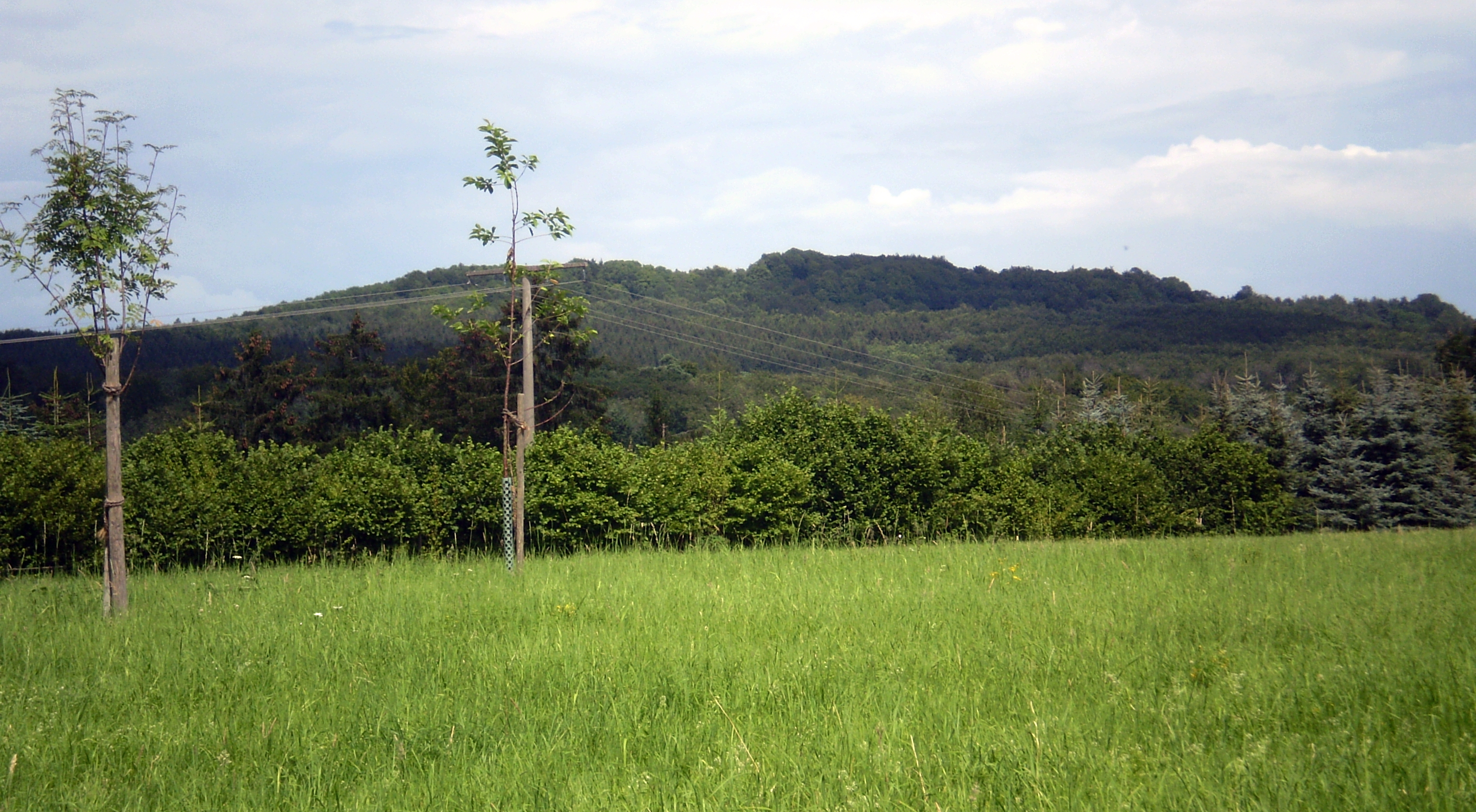
Asberg, höchste Erhebung des Vulkanrückens

Zu den Bergen und Anhöhen des Naturraums gehören innerhalb von Rheinland-Pfalz der Asberg (430 m ü. NHN), der Meerberg (429 m ü. NHN), der Hummelsberg (407 m ü. NHN), der Minderberg (ca. 405 m ü. NHN), der Römerich (386 m ü. NHN), der Willscheider Berg (363 m ü. NHN) und der Burgberg der Burg Rennenberg (350 m ü. NHN). Auf nordrhein-westfälischer Seite lassen sich ihm im Naturpark Siebengebirge unter anderem der Broderkonsberg (378 m ü. NHN), der Himmerich (367 m ü. NHN), der Leyberg (359 m ü. NHN), der Mittelberg (352 m ü. NHN) und der Himberg (335 m ü. NHN) zuordnen (siehe auch vollständige Liste).

## Orte
Die in dem Naturraum liegenden Ortschaften sind Ginsterhahn, Grendel, Hargarten, Kaimig (alle Ortsgemeinde St. Katharinen), Kretzhaus (Stadt Linz am Rhein), Ober- und Untererl (Ortsgemeinde Kasbach-Ohlenberg), Vettelschoß (südwestlicher Teil), Oberkalenborn (Ortsgemeinde Vettelschoß), Ronigerhof (Stadt Linz am Rhein), Rothe Kreuz (Ortsgemeinde Leubsdorf) sowie Rottbitze (teilweise; Stadt Bad Honnef).